# Гірнича наука, освіта та преса Австралії
Гірнича наука, освіта та преса Австралії

## Дослідження. Підготовка кадрів. Періодичні видання
Геол. дослідження в А. проводять геол. служби: Тасманійська (Tasmanian Geological Survey), створена у 1860 в Гобарті; Квінсленду (Geological Survey of Queensland) — в 1868 в Брисбені; Нового Півд. Уельсу (Geological Survey of New South Wales) — у 1874 у Сіднеї; Зах. Австралійська (Geological Survey Western Australia) — в 1896 в Перті, а також Півд. Австралійська. Департамент гірничої промисловості (South Australian Department of Mines and Geological Survey) створений в 1892 в Іствуді.
Провідна науково-дослідна установа гірничо-геологічного профілю — Австралійська геологічна служба (AGSO) — колишнє Бюро мінеральних ресурсів, геології і геофізики (Bureau of Mineral Resources, Geology and Geophysics) утворене у 1946 в Канберрі. Наукові дослідження провадяться також лабораторіями вугільної промисловості (Australian Coal Industry Research Laboratories), гірничою науково-дослідною лабораторією (Mining Research Laboratory), яка входить до Організації наукових і промислових досліджень (Commonwealth Scientific and Industrial Research Organisation — CSIRO). CSIRO утворена в 1949 р. в Сіднеї, в її складі бл. 7000 працівників, 70 відділень в різних містах А. Бюджет CSIRO у 1995-96 рр. становив 660 млн австралійських $.
Дослідження виконують також Австралійська асоціація вивчення промислових мінералів (AMIRA), Бюро мінеральних ресурсів (BRS), яке має банк даних на 47000 мінеральних проявів у країні та ресурси 1500 родовищ А. Науково-дослідні лабораторії належать також великим гірничо-промисловим компаніям. Гірничо-геологічні кадри готують в 17 університетах усіх штатів країни. Найбільш відомі з них — університет Нового Півд. Уельсу, Макуорі (Сідней), Монаш (Мельбурн), університет Зах. А. та ін.
Основні періодичні видання з геології і гірничої справи: «Australian Gas Journal» (з 1936), «Australian Mineral Industry» (з 1948), «Australian Mining» (з 1908), «Oil and Gas Australasia» (з 1954), «The Coal Miner» (з 1950), «Quarry, Mine and Pit» (з 1962), «Queensland Government Mining Journal» (з 1900), «Proceedings of the Australian Institute of Mining and Metallurgy» (з 1893), «Australian Mineral Industry Annual Review» (з 1948), а також щорічні збірники результатів наукових досліджень кожної геологічної служби країни.

## Контактна інформація
- Australian Geological Survey Organisation (AGSO) G.P.O. Box 378, Canberra City ACT 2601 E-mail: (see AGSO web page); http://www.agso.gov.au/ [Архівовано 29 серпня 2008 у Wayback Machine.]
- CSIRO Energy Technology; PO Box 136, North Ryde NSW 1670 https://web.archive.org/web/20070701060028/http://www.det.csiro.au/
- CSIRO Exploration & Mining, Private Bag PO, Wembley WA 6014 https://web.archive.org/web/20070703214545/http://www.dem.csiro.au/
- CSIRO Land and Water; Private Bag No.2, Glen Osmond SA 5064 ; http://www.clw.csiro.au/ [Архівовано 27 червня 2007 у Wayback Machine.]
- CSIRO Minerals; Box 312, Clayton South VIC 3169 https://web.archive.org/web/20070630161340/http://www.minerals.csiro.au/
- CSIRO Petroleum Resources; PO Box 3000, Glen Waverley VIC 3150 https://web.archive.org/web/20070701060034/http://www.dpr.csiro.au/
- Seismology Research Centre Royal Melbourne Institute of Technology (RMIT); Plenty Road, Bundoora Victoria 3083
- Geoscience Australia (The national agency for geoscience research and information. Department of Industry, Tourism and Resources) https://web.archive.org/web/20070906131340/http://www.ga.gov.au/about/index.jsp